# Boronia purdieana
Boronia purdieana là một loài thực vật có hoa trong họ Cửu lý hương. Loài này được Diels mô tả khoa học đầu tiên năm 1905.